# Вортінгтон (Массачусетс)
Вортінгтон (англ. Worthington) — місто (англ. town) в США, в окрузі Гемпшир штату Массачусетс. Населення — 1193 особи (2020).

## Демографія
Згідно з переписом 2010 року, у місті мешкало 1156 осіб у 522 домогосподарствах у складі 337 родин. Було 629 помешкань
Расовий склад населення:
| - 97,3 % — білих - 1,0 % — азіатів - 0,1 % — чорних або афроамериканців |

До двох чи більше рас належало 1,6 %. Частка іспаномовних становила 1,2 % від усіх жителів.
За віковим діапазоном населення розподілялося таким чином: 15,1 % — особи молодші 18 років, 68,7 % — особи у віці 18—64 років, 16,2 % — особи у віці 65 років та старші. Медіана віку мешканця становила 50,7 року. На 100 осіб жіночої статі у місті припадало 97,6 чоловіків;  на 100 жінок у віці від 18 років та старших — 98,2 чоловіків також старших 18 років.
Середній дохід на одне домашнє господарство  становив 89 321 долар США (медіана — 75 000), а середній дохід на одну сім'ю — 112 252 долари (медіана — 95 000). Медіана доходів становила 59 219 доларів для чоловіків та 57 500 доларів для жінок. За межею бідності перебувало 7,0 % осіб, у тому числі 10,4 % дітей у віці до 18 років та 7,6 % осіб у віці 65 років та старших.
Цивільне працевлаштоване населення становило 746 осіб. Основні галузі зайнятості: освіта, охорона здоров'я та соціальна допомога — 28,6 %, виробництво — 14,5 %, будівництво — 11,1 %.